# فهرست صنایع دستی استان اصفهان
صنایع دستی اصفهان با تنوع و زیبایی خود یکی از بهترین گزینه‌ها برای خرید هدیه‌های خاص به شمار می‌رود. این هدایا به دلیل هنر و اصالت خاصشان، ارزش معنوی زیادی دارند و می‌توانند ماندگاری بالایی داشته باشند. در ادامه، توضیحات بیشتری درباره چند نمونه معروف از این صنایع آورده شده است:

### ۱. میناکاری
میناکاری، هنر لعاب دادن و نقاشی بر روی مس، طلا و نقره است. این هنر بیشتر روی بشقاب، گلدان، تنگ و ظروف تزئینی دیده می‌شود و رنگ‌های غالب آن آبی و فیروزه‌ای است که یادآور زیبایی طبیعت و آسمان است. میناکاری یکی از قدیمی‌ترین هنرهای دستی ایران به حساب می‌آید و همچنان محبوبیت زیادی دارد. این هدیه برای کسانی که علاقه‌مند به هنرهای اصیل ایرانی و آثار تزیینی هستند، بسیار مناسب است.
میناکاری
میناکاری یکی از صنایع دستی پرطرفدار ایران و بخصوص شهر اصفهان مینای نقاشی نام دارد . میناسازی عبارتست از نقاشی و تزیین فلزات مختلف از قبیل طلا و نقره و مس با رنگ های لعابدار مخصوص که در درجات بسیار زیاد حرارت پخته می شوند و ثابت می گردند.

### ۲. خاتم‌کاری
خاتم‌کاری، هنر چیدمان قطعات بسیار کوچک چوب، فلز و استخوان است که به شکل‌های هندسی روی ظروف چوبی یا فلزی کار می‌شود. خاتم‌کاری به دلیل دقت و ظرافت در کار، بسیار ارزشمند است. از جمله محصولات خاتم‌کاری که برای هدیه مناسب هستند می‌توان به جعبه‌های جواهرات، قاب عکس، جعبه‌های قرآن، تخته نرد و شطرنج اشاره کرد. خاتم‌کاری به دلیل دقت بالا و ظرافت زیاد، معمولاً به عنوان یک هدیه لوکس و نفیس انتخاب می‌شود.
خاتم‌کاری
- خاتم کاری، یکی از نگین‌های انگشتری صنایع دستی ایران است. هنرمندان و استادان این رشته با دقت و ظرافت، مثلث‌ها والگوهای هندسی بسیار کوچک را که از مواد اولیه چوب، استخوان و فلز ساخته شده اند، در کنار یکدیگر قرار می دهند و آثار ماندگار و چشم نوازی را خلق می کنند. این سازه های نفیس هم ظاهر زیبایی دارند و هم به عنوان وسایل تزئینی و کاربردی قابل استفاده هستند.[۲]

### ۳. فیروزه‌کوبی
در هنر فیروزه‌کوبی، تکه‌های کوچک سنگ فیروزه روی ظروف مسی نصب می‌شود و ترکیب مس و فیروزه جلوه‌ای زیبا و باشکوه به محصول می‌دهد. این محصولات شامل گلدان‌ها، شکلات‌خوری، آجیل‌خوری و سرویس‌های پذیرایی هستند. فیروزه‌کوبی به عنوان هدیه‌ای شیک و ارزشمند، معمولاً برای مناسبت‌های خاص و به عنوان نمادی از زیبایی و ارزش هدیه داده می‌شود.
هنر فیروزه کوبی در ایران یکی از مشهورترین و محبوب‌ترین صنایع دستی است که در آن از سنگ های فیروزه استفاده می‌شود. به بیان دیگر هنر قراردادن سنگ های فیروزه با الگوهای متنوع برروی زیر ساخت های مختلف از جمله مسی، برنجی و چوبی را هنر فیروزه کوبی می نامند.

### ۴. قلم‌زنی روی مس
قلم‌زنی، هنر حکاکی و کنده‌کاری روی فلزاتی همچون مس و نقره است. این هنر بیشتر روی گلدان، بشقاب، تنگ و آینه و شمعدان انجام می‌شود و به دلیل طرح‌های خاص و اصالت کار، به عنوان یک اثر هنری منحصر به فرد شناخته می‌شود. این محصولات علاوه بر زیبایی، ارزش تاریخی و هنری نیز دارند.

### ۵. ظروف الماس تراش
الماس تراش نوعی حکاکی و تراشکاری روی ظروف مسی است که طرح‌های ظریف و زیبایی را روی آن‌ها ایجاد می‌کند. این هنر در سال‌های اخیر محبوبیت زیادی پیدا کرده و محصولاتی چون قندان، گلدان، تنگ و بشقاب را شامل می‌شود. این ظروف درخشش و براقیت خاصی دارند و به عنوان هدیه‌ای مدرن و شیک انتخاب خوبی محسوب می‌شوند.

### ۶. پارچه‌های قلمکار
پارچه‌های قلمکار اصفهان با استفاده از مهر و قالب‌های چوبی و طرح‌های سنتی چاپ می‌شوند. این پارچه‌ها برای سفره، رومیزی، پادری و پوشش‌های تزئینی دیگر استفاده می‌شوند و با طرح‌های شاد و اصیل ایرانی، جلوه‌ای خاص به دکوراسیون می‌بخشند. هدیه دادن پارچه قلمکار به دلیل کاربردی بودن و تنوع طرح، برای افراد مختلف مناسب است و می‌تواند در مناسبت‌های خانوادگی مورد استفاده قرار گیرد.

### ۷. ظروف مس و پرداز
این هنر ترکیبی از مس و نقاشی پرداز (نقاشی روی مس) است که به دلیل زیبایی نقاشی و براقیت مس، جلوه‌ای خاص و زیبا دارد. گلدان‌ها، بشقاب‌ها و ظروف پذیرایی با طرح‌های اصیل ایرانی می‌توانند به عنوان هدیه‌ای خاص و ارزشمند انتخاب شوند.
این صنایع دستی به دلیل هنر و ارزش افزوده بالای خود، در هر خانه‌ای جلوه‌ای ویژه ایجاد می‌کنند و مناسب برای هدیه در مناسبت‌هایی همچون جشن‌های خانوادگی، جهیزیه عروس و سوغاتی برای دوستان و آشنایان هستند. با هدیه دادن صنایع دستی اصفهان، علاوه بر حمایت از هنرمندان ایرانی، یک هدیه ماندگار و باارزش به عزیزانتان تقدیم خواهید کرد.

## نگارخانه

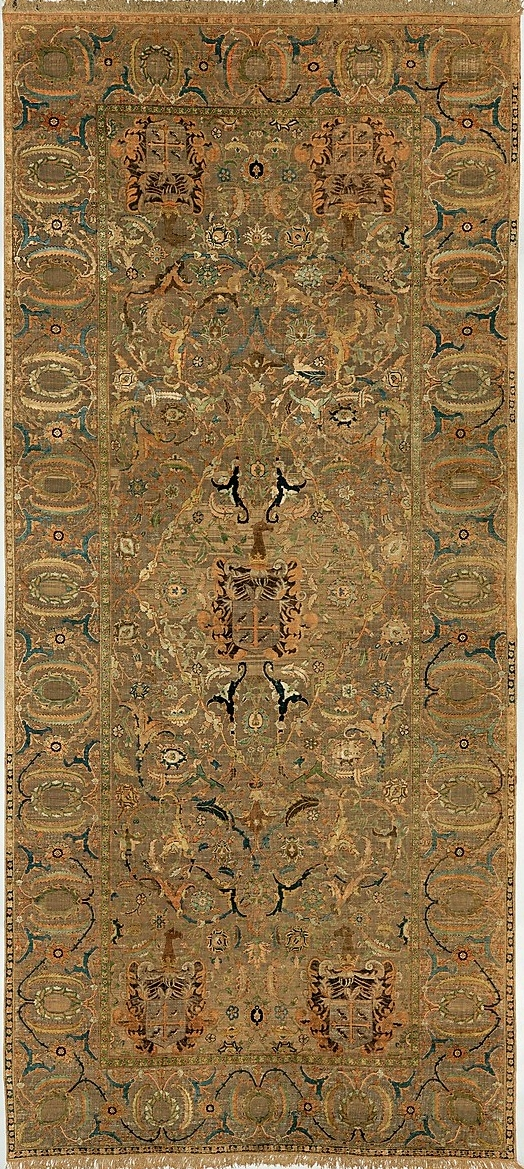
فرش اصفهانی ساخته شده از پنبه ابریشم و فلز متعلق به سده هجدهم میلادی
بشقابی از صنایع دستی اصفهان

1. ↑  صنایع دستی زاوش. «میناسازی(میناکاری)چیست؟ تاریخچه هنر میناسازی و انواع مینا».
2. ↑  صنایع دستی زاوش. «مراحل خاتم کاری و ابزار هنر خاتم سازی».
3. ↑  صنایع دستی زاوش. «صفر تا صد آموزش تولید ظروف فیروزه کوبی».